# Triumph TT600
La Triumph TT600 è una motocicletta di media cilindrata prodotta dalla casa motociclistica inglese Triumph dal 2000 al 2003.

## Descrizione
La moto monta un motore a quattro cilindri in linea a 4 tempi dalla cilindrata di 599 cm³ dotato di raffreddamento a liquido, che  eroga una potenza massima di 110 CV e produce una coppia di 68 Nm. La distribuzione è affidata a due alberi a camme in testa (DOHC) a 16 valvole, 4 per cilindro. La potenza viene gestita da un cambio a sei rapporti ad innesti frontali e da una trasmissione finale a catena.
I due freni a disco flottanti all'anteriore hanno un diametro di 310 mm e vengono azionati da pinze a 4 pistoncini. Sul posteriore è presente un freno a disco con un diametro di 220 mm e una pinza a doppio pistoncino. Gli pneumatici all'avantreno misurano 120/70 ZR 17, mentre al retrotreno 180/55 ZR 17. 
Nel 2001 ha subìto una serie di modifiche e aggiornamenti sia estetici che meccanici.